# Mencía Calderón
Mencía Calderón Ocampo, también conocida como Mencía Calderón la Adelantada (Medellín, Badajoz, España; 1514-Santa Cruz de la Sierra la vieja;  1593), fue una noble emprendedora y exploradora española. 
Hija de Alonso Calderón, oriundo de Medellín y pariente de los Cortés y los Pizarro. Su madre fue una noble de Trujillo llamada Ana de Ocampo.
Casada en 1535 con el nominal adelantado Juan de Sanabria, el cual fallecería en la península poco antes de embarcar, consiguió que su hijastro Diego de Sanabria heredase el título por dos vidas para poder continuar con la empresa. Llevaría así a Sudamérica a las primeras cincuenta mujeres hidalgas del Nuevo Mundo, para iniciar una aristocracia colonial de índole europea.

## Misión del adelantado
Producido el apresamiento, la expulsión y la remisión a España del segundo adelantado Alvar Núñez Cabeza de Vaca, el gobierno quedó nuevamente en manos de Domingo Martínez de Irala. Fallecido este y ante la acefalía administrativa de la provincia del Paraguay, el monarca dispuso nombrar un nuevo adelantado.
En Monzón (Huesca), el 22 de junio de 1549, el Consejo de Indias acordó la capitulación por la que se nombraba tercer adelantado del Río de la Plata a un rico caballero español, natural de Medellín, de nombre Juan de Sanabria. Sanabria asumía el compromiso de llevar en su expedición a cien parejas con hijos y doscientos cincuenta solteros para establecerlos en dos asentamientos que debían fundarse en las costas de la isla de Santa Catalina y en el Río de la Plata con el fin de consolidar las propiedades reales en la costa atlántica, continuamente asediadas por los portugueses.
La fatalidad hizo que falleciera el adelantado antes de su partida. Su hijo Diego, de apenas 18 años, heredó los folios reales en los que constaban los derechos y obligaciones impartidos por Carlos V. Como su hijo Don Diego era aún muy joven, Doña Mencía solicitó que le fuera concedido el cargo de "coadelantada", lo que fue otorgado por el emperador Carlos I de España "mientras estuviera con vida el titular del Adelantazgo, Don Diego de Sanabria".

## El nuevo adelantado
Las capitulaciones le fueron confirmadas en la corte instalada en Valladolid en el año 1549. Diego de Sanabria, el nuevo adelantado, tenía la consigna de «suspender la conquista sino poblar». La armada de Sanabria partió de Sanlúcar de Barrameda el 10 de enero de 1550 y estaba compuesta por tres naves. Hacía parte del pasaje el fundador de la casa fuerte de Asunción, Juan de Salazar de Espinosa, quien era comandante general de la flota. Salazar se hallaba en España luego de haber conducido preso a Álvar Núñez Cabeza de Vaca.

## El naufragio
La tripulación estuvo compuesta por unas trescientas personas, de las cuales eran cincuenta mujeres, doncellas para poblar, algunas casadas y otras solteras que embarcaron por orden real para «el mejoramiento de la sangre» de la población, altamente mestiza.
La hueste femenina era dirigida por Mencía Calderón Sanabria, viuda de Juan; con ella viajaban sus tres hijas María de 14 años, Mencía de 12 años y Francisca de 6 años. Otros tripulantes eran Cristóbal de Saavedra, Juan de Salazar y Francisco de Becerra.
La maltrecha flota llegó a la isla de Santa Catalina en diciembre, después de sufrir muchas graves penurias, soportar terribles tempestades, ataques de corsarios franceses, naufragios y demás males. Salazar perdió la nave que comandaba. Dice la historia que, a pesar de las peripecias, se salvó la vida de todos y el honor de las damas. Don Diego, por su parte, desviado por los vientos, fue a dar al mar Caribe, donde encalló su barco. Siguió viaje por la vía del Perú y terminó afincándose en Potosí sin llegar a su destino final.
Los integrantes de la expedición no se hallaban en condiciones de establecer los poblados que la Corona ordenaba erigir, pensando solamente llegar a Asunción para planear desde allí el establecimiento de los pueblos de la ribera atlántica (como el pueblo de San Francisco y Mbiazá).
Desde la isla de Santa Catalina, luego de reponer fuerzas, se desplazaron hasta el Mbiazá (en guaraní: 'la salida', también llamada Ybiazá o La Vera; se trataba de la salida por vía terrestre directa que el gobierno de Asunción poseía en el océano Atlántico y que correspondía a las costas marítimas de los actuales estados —hoy brasileños— de Paraná y Santa Catarina), en las costas de tierra firme y ubicada veinte leguas al sur. En ese punto hubo necesidad de esperar un año para construir un bergantín con los restos de la nave San Miguel.
Las desavenencias entre Salazar y Saavedra empeoraron la situación; si no hubiera sido por la predisposición de doña Mencía, tutora de la expedición, todo habría fracasado.

### Tripulantes notables de la flota de Mencía Calderón
- Mencía Calderón.
- Diego de Sanabria (fallecido)
- Francisco de Becerra (murió durante el naufragio) y su esposa Isabel de Contreras
- Isabel de Becerra. Casó con Juan de Garay
- Elvira de Becerra. Casó con Ruy Díaz de Melgarejo.
- Juan de Salazar y Espinosa. Casó con Isabel de Contreras.
- Hernando de Salazar. Casado en Asunción con Juana de Mendoza, hija del teniente-gobernador Francisco de Mendoza.
- Hernando de Trejo-Carvajal. Casó con María de Sanabria.
- María de Sanabria. Casó con Hernando de Trejo y Martin Suárez de Toledo. Madre de Hernando de Trejo y de Hernandarias.
- Mencía de Sanabria. Casó con Cristóbal de Saavedra, hermano del gobernador de Paraguay, Martin Suarez de Toledo.
- Francisca de Sanabria. Casó con Pedro de Ovelar, conquistador de Paraguay que llegó con la flota de Cabeza de Vaca.
- Cristóbal de Saavedra. Casó con Mencía de Sanabria.
- Juan Fernández Carrillo (sacerdote)

## El rol femenino en el Nuevo Mundo
Las mujeres tuvieron un papel preponderante en la supervivencia del numeroso grupo. Cosían velas, cocinaban, juntaban madera y participaban en todas las actividades. Mencia cuidaba celosamente su plantel de mozas casaderas, pero, en tan demorada escala no pudo evitar que ocurrieran algunos acontecimientos dignos de mención. Los oficiales y funcionarios reales, que acompañaron a la armada, se adelantaron en escoger esposa entre las de mejores predicamentos, disminuyendo de esa manera el número de las candidatas que venían a encontrar maridos entre los españoles de Asunción.

## Viaje a la ciudad de Asunción
Salazar dispuso dividir el contingente. Una parte de la gente y el equipaje embarcó en el bergantín con intención de llegar por agua a Asunción y el resto partió a pie por el Peabirú partiendo por el río Itapocu, senda indígena de más trescientas leguas transitada con anterioridad por Alejo García y Alvar Núñez Cabeza de Vaca. La expedición estaba compuesta por indios porteadores y guías, algunas vacas llevadas por portugueses, curas, oficiales, soldados y la dotación de mujeres que viajaban amparada por Mencia.
Es de suponer el sacrificio que significó para la estoica partida sortear mil obstáculos, cruzar enormes ríos, selvas y cordilleras. Salazar y su grupo llegaron a la ciudad de Asunción en octubre de 1555 en medio del júbilo y la algarabía de los antiguos conquistadores, y la sorpresa de algunas mujeres casadas que reencontraron a sus esposos rodeados de vástagos mestizos, algunos de ellos ya adolescentes. Al año siguiente llegaría a destino Mencia Calderón Ocampo, en abril de 1556, con sus hijas, yernos y demás acompañantes. La villa de San Francisco de Mbiazá quedaría abandonada.
Fallecido Fernando de Trejo, María de Sanabria contrajo nuevamente matrimonio con Martín Suárez de Toledo, con quien tuvo ocho hijos. Uno de ellos, Hernando Arias de Saavedra (Hernandarias) fue el primer gobernador nacido en el Paraguay.
En consideración al tiempo gastado en tan largo periplo terrestre era de esperar que los viajeros que remontaban el río ya estuvieran en Asunción. En realidad, los navegantes subían las corrientes con excesiva lentitud. Fue necesario enviar otra embarcación para prestarles auxilio y acelerar su llegada a destino.

## En Santa Cruz de la Sierra
En el Archivo General de Indias, correspondiente a Charcas, 82, N.5. existe un documento en el cual varias personas son consultadas como testigos de un trámite en Santa Cruz de la Sierra, la vieja. El texto demuestra que doña Mencía vivió y murió en aquella ciudad:

En la dicha ciudad de Santa Cruz de la Sierra, a diez y siete días del mes de septiembre de mil e quinientos y noventa y ocho años, la dicha Catalina Ortiz, mujer del capitán Francisco Durán, vecino de esta dicha ciudad, testigo presentado en esta causa para la dicha provanza por el dicho capitán Juan Gutiérrez de Sanabria; en el dicho nombre, aviendo jurado en forma de derecho y siendo exsaminada por las preguntas del dicho interrogatorio declaro lo siguiente:

"De la primera pregunta dixo: Que esta testigo conoscio a la dicha doña Mencía Calderón en la ciudad de Sevilla en los rreynos de España y en las provincias de el Paraguay  y en esta ciudad de Santa Cruz de la Sierra, tiempo de quarenta años, hasta que murió en esta dicha ciudad abra cinco años poco más o menos de vista, trato y conbersacion que con ella tuvo en el dicho tiempo, porque desde la dicha ciudad de Sevilla vinieron esta testigo y el capitán Francisco Durán su marido en el navio en que vino la dicha doña Mencía Calderón…

Todo indica que llegó a Chiquitos durante el éxodo de 1564, con Ñuflo de Chaves, que también trajo a varias familias, incluyendo la suya. En esta ciudad vivió durante 29 años, hasta su fallecimiento. 

## Retrato de Mencía Calderón
A falta de un retrato original, sus biógrafos utilizaron la imagen de una dama de la misma época para sus ilustraciones. La Sociedad de Estudios Geográficos e Históricos de Santa Cruz, el año 2024 encomendó la elaboración de un retrato imaginado al investigador y artista plástico Carlos Cirbián Barros, el cual fue presentado en Santa Cruz de la Sierra en octubre del mismo año.